# Gonodontodes chionosticta
Gonodontodes chionosticta là một loài bướm đêm trong họ Noctuidae.